# Saison 2016 des Dragons catalans
La saison 2016 des Dragons catalans, unique franchise française de rugby à XIII en Super League, constitue leur onzième participation à cette ligue. L'entraîneur français Laurent Frayssinous effectue sa quatrième saison au club. 

## Déroulement de la saison

### Transferts
Les Dragons catalans connaissent de nombreux départs. L'Anglais Elliott Whitehead rejoint la National Rugby League et les Raiders de Canberra, à l'instar du Français Benjamin Garcia (Panthers de Penrith), Ian Henderson (Roosters de Sydney), Zeb Taia (les Titans de Gold Coast), Michael Scotfield (les Rabbitohs de South Sydney) et Scott Dureau (les Knights de Newcastle). Willie Tonga rejoint quant à lui les Centurions de Leigh. Outre Garcia, d'autres Français quittent le club, à commencer par Mathias Pala (Centurions de Leigh), Gadwin Springer (les Tigers de Castleford), Kevin Larroyer (Hull KR) et Damien Cardace (FC Lézignan).
Côté arrivées, ce sont de nombreux joueurs qui débarquent. En juillet, Pat Richards (international irlandais), Richie Myler (international anglais) et Krisnan Inu (international néo-zélandais) sont annoncés, ce dernier incorpore d'ailleurs le club au cours de la saison 2015. En août et septembre 2015, Dave Taylor (international australien), Paul Aiton (international papou), Justin Horo, Jodie Broughton et Glenn Stewart sont annoncés. Enfin, en début de saison 2016, Willie Mason annonce également son arrivée.

## Trophées et honneurs en championnat

### Stade
Le stade Gilbert-Brutus a été rénové lors de la saison 2011 pour la construction d'une nouvelle tribune de 2 560 places assises, ce qui porte la capacité totale du stade à 11 500 places assises. Il comporte également une loge panoramique, des bureaux, une boutiques et des guichets. En termes de capacité, cela situe le club dans le top 7 de la Super League. Le coût de cette extension est de l'ordre de 6 805 000 euros répartis entre la ville de Perpignan (49 %), le conseil régional (28 %) et le conseil général (23 %).

## Couverture médiatique
En 2012, sur le territoire français, les Dragons Catalans sont programmés sur la chaîne beIN Sports (en direct pour tous les matchs à domicile). Ce contrat inclut également d'autres diffusions du rugby à XIII telles que des affiches en direct de chaque journée de la Super League et de la National Rugby League. Sky Sports retransmet les matchs disputés à l'extérieur sur le sol britannique. Pour la Challenge Cup, les diffusions sont assurées par la BBC.
Dans la presse, les résultats et rapports des matchs sont diffusés dans les quotidiens tels que L'Équipe ou L'Indépendant. Les Dragons ont également mis en place un magazine mensuel, les Dragons News (créé en janvier 2009).